# Siniewicze (rejon mostowski)
Siniewicze (biał. Сінявічы; ros. Синевичи) – wieś na Białorusi, w obwodzie grodzieńskim, w rejonie mostowskim, w sielsowiecie Mosty, przy Puszczy Lipiczańskiej.
W dwudziestoleciu międzywojennym leżały w Polsce, w województwie białostockim, w powiecie wołkowyskim, w gminie Piaski.